# Luigi Segre
Luigi "Gigi" Segre, född 8 november 1919 i Neapel, död 28 februari 1963 i Turin, var en italiensk fordonsdesigner och ingenjör. Segre arbetade för Carrozzeria Ghia och blev dess ägare 1954. 1960 grundades han Officine Stampaggi Industriali. Han dog 1963 på grund av komplikationer vid en operation.